# Trîrohove (Ciornohlazivka), Poltava
Trîrohove (în ucraineană Трирогове) este un sat în comuna Ciornohlazivka din raionul Poltava, regiunea Poltava, Ucraina.

## Demografie
Componența lingvistică a localității Trîrohove
     Ucraineană (100%)
Conform recensământului din 2001, toată populația localității Trîrohove era vorbitoare de ucraineană (100%).